# Comuna Poplaca, Sibiu
Poplaca (în maghiară: Popláka, în germană: Gunzendorf) este o comună în județul Sibiu, Transilvania, România, formată numai din satul de reședință cu același nume.

## Demografie
Componența etnică a comunei Poplaca
     Români (91,02%)
     Alte etnii (8,98%)
Componența confesională a comunei Poplaca
     Ortodocși (87,71%)
     Alte religii (2,41%)
     Necunoscută (9,88%)
Conform recensământului efectuat în 2021, populația comunei Poplaca se ridică la 1.782 de locuitori, în scădere față de recensământul anterior din 2011, când fuseseră înregistrați 1.802 locuitori. Majoritatea locuitorilor sunt români (91,02%). Din punct de vedere confesional, majoritatea locuitorilor sunt ortodocși (87,71%), iar pentru 9,88% nu se cunoaște apartenența confesională.

## Politică și administrație
Comuna Poplaca este administrată de un primar și un consiliu local compus din 11 consilieri. Primarul, Vasile Budin[*], de la Partidul Social Democrat, este în funcție din 2016. Începând cu alegerile locale din 2024, consiliul local are următoarea componență pe partide politice:
|  | Partid                          | Consilieri | Componența Consiliului | Componența Consiliului | Componența Consiliului | Componența Consiliului | Componența Consiliului |
|  | ------------------------------- | ---------- | ---------------------- | ---------------------- | ---------------------- | ---------------------- | ---------------------- |
|  | Partidul Social Democrat        | 5          |                        |                        |                        |                        |                        |
|  | Partidul Național Liberal       | 3          |                        |                        |                        |                        |                        |
|  | Alianța pentru Unirea Românilor | 2          |                        |                        |                        |                        |                        |
|  | Partidul Ecologist Român        | 1          |                        |                        |                        |                        |                        |

## Atracții turistice
- Biserica Ortodoxă din satul Poplaca, construcție secolul al XVIII-lea, monument istoric
- Frumoasa (sit de importanță comunitară inclus în rețeaua ecologică europeană Natura 2000 în România).
- Pârtii de schi
- Trasee turistice, zona montană Păltiniș

## Primarii comunei
- 1996[7] - 2000 - Surdu Cornel, de la PAC
- 2000[8] - 2004 - Surdu Cornel, de la PNL
- 2004[9] - 2008 - Surdu Cornel, de la PNL
- 2008[10] - 2012 - Surdu Cornel, de la PNL
- 2012[11] - 2016 - Surdu Cornel, de la USL
- 2016[12] - 2020 - Budin Vasile, de la PSD

## Imagini

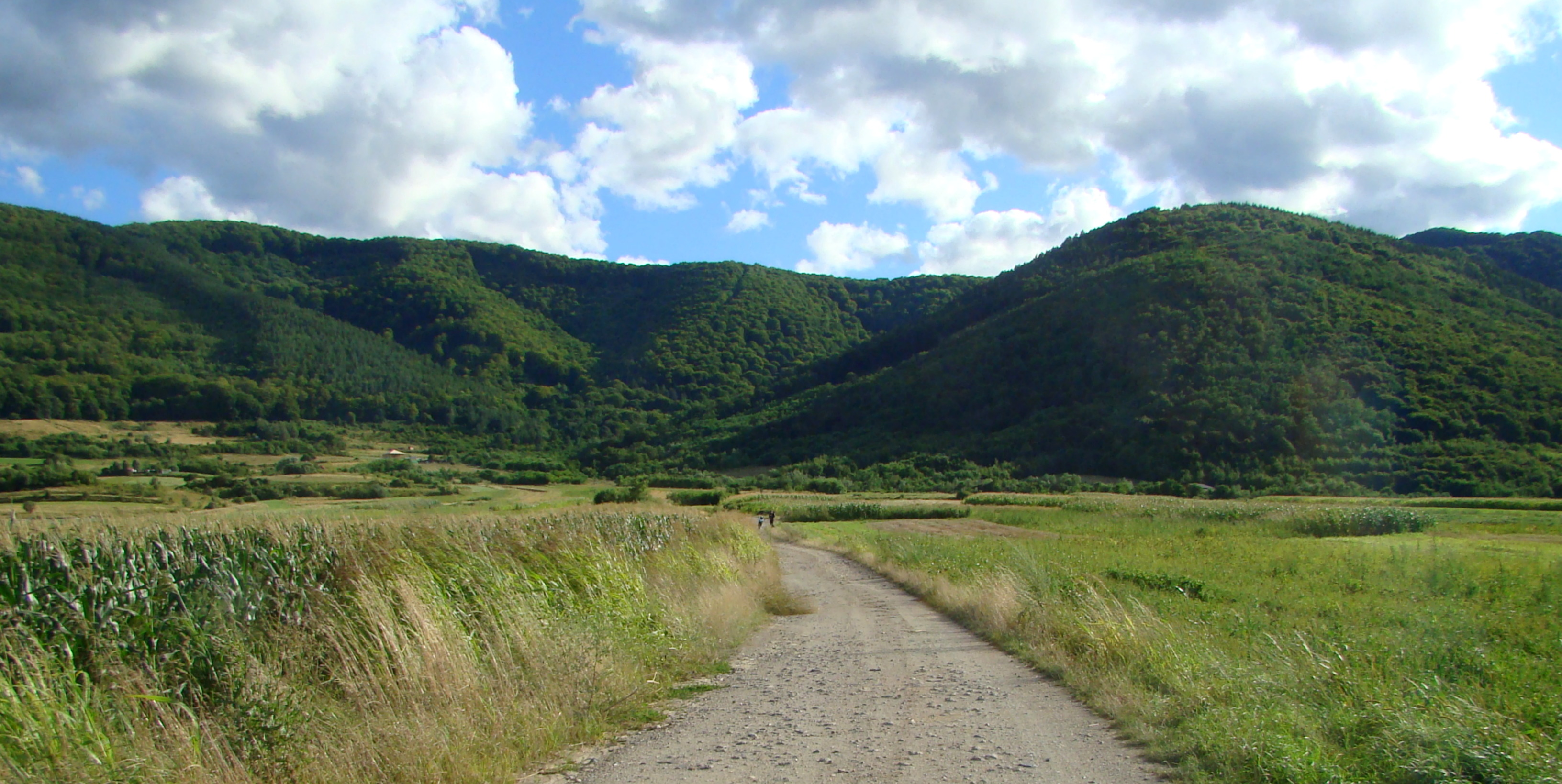
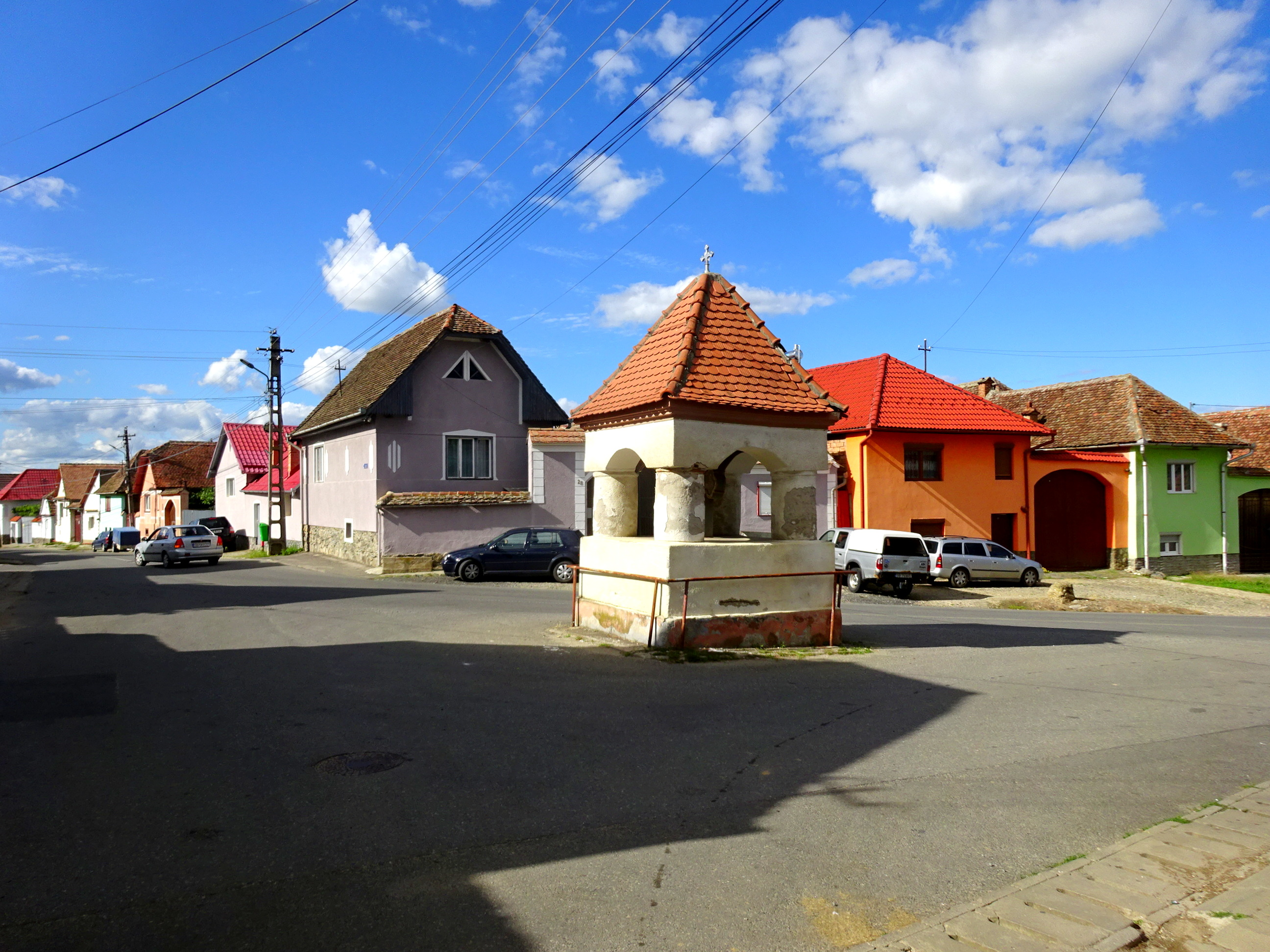
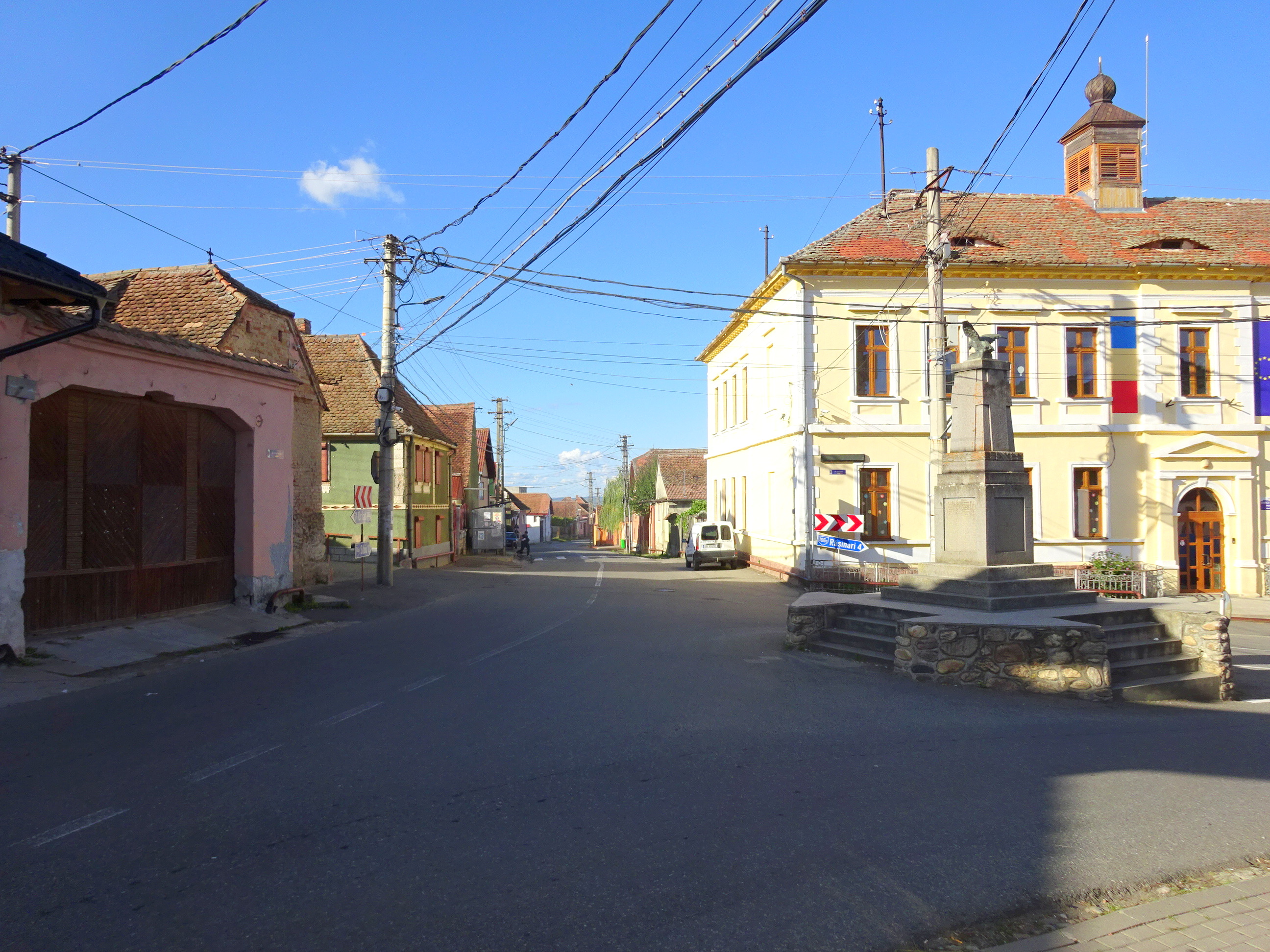
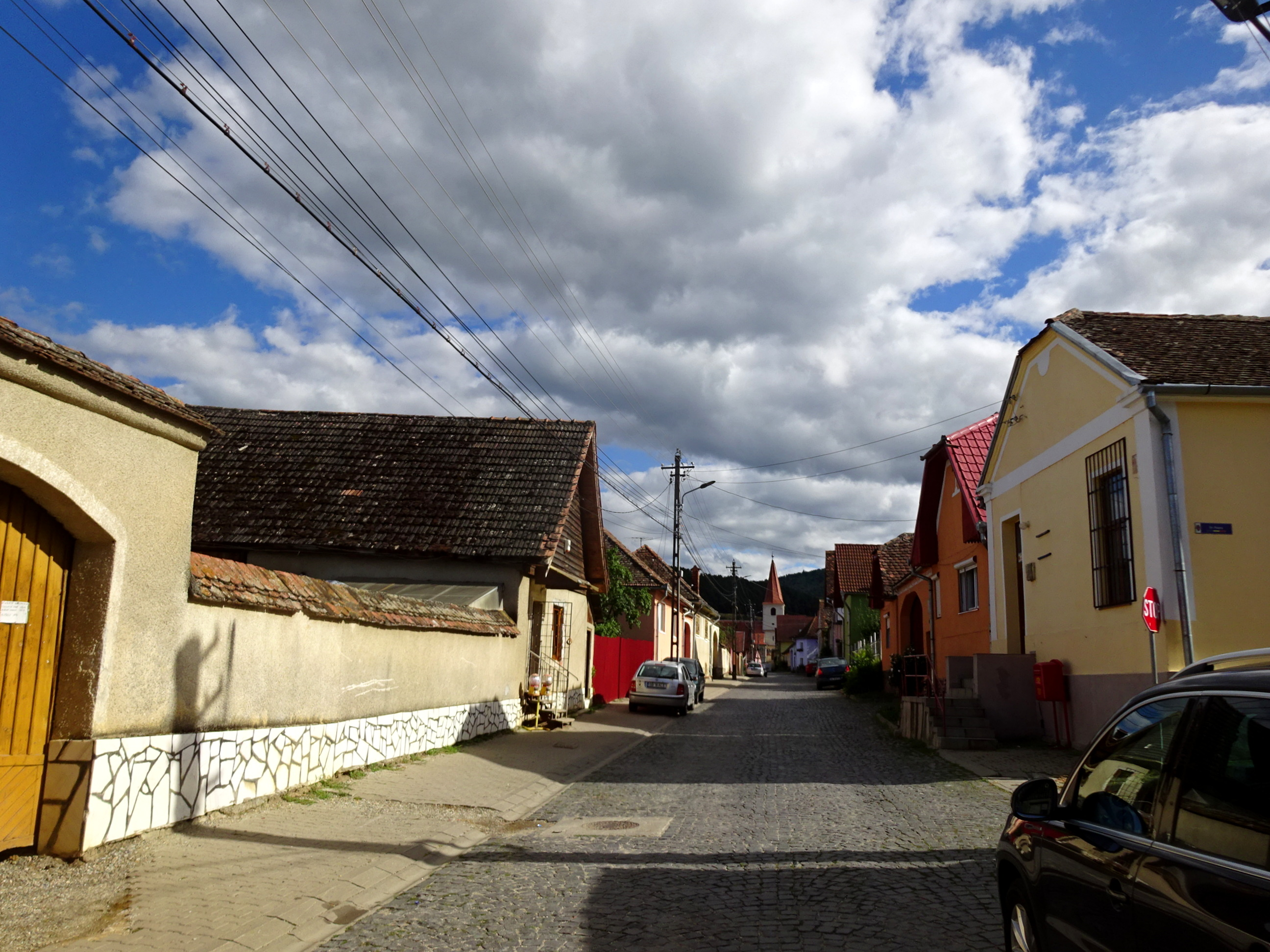
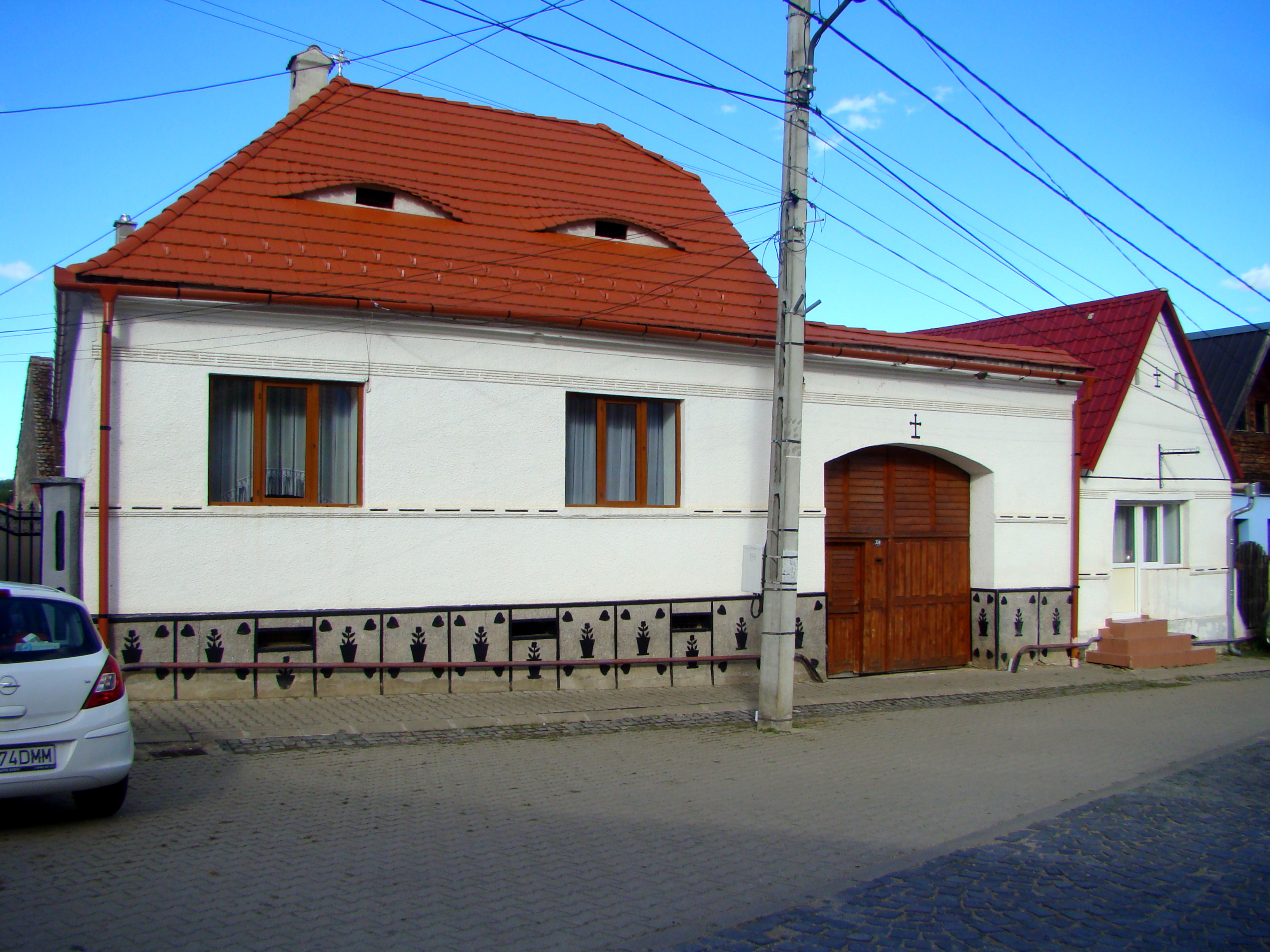
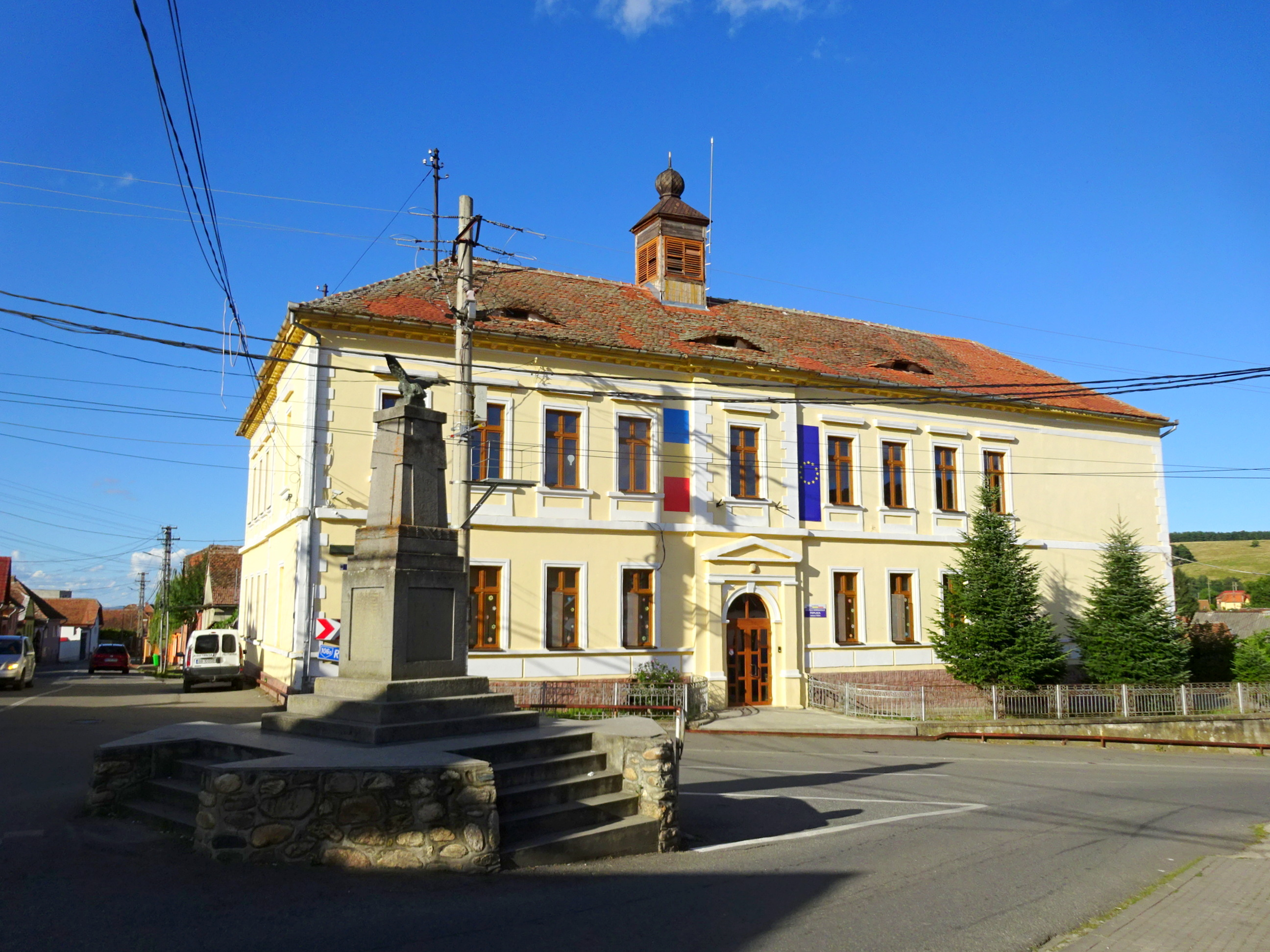
Școala gimnazială
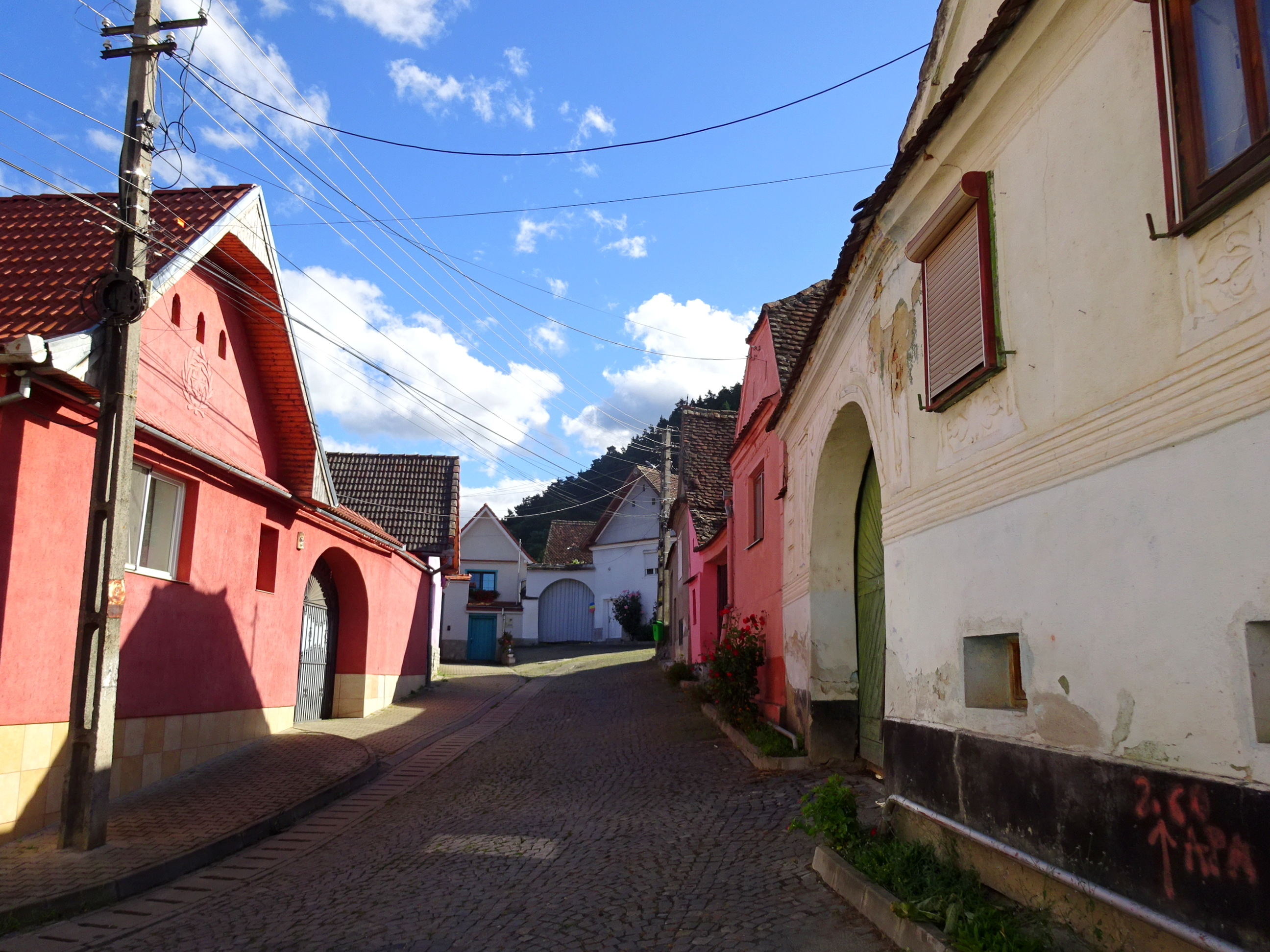
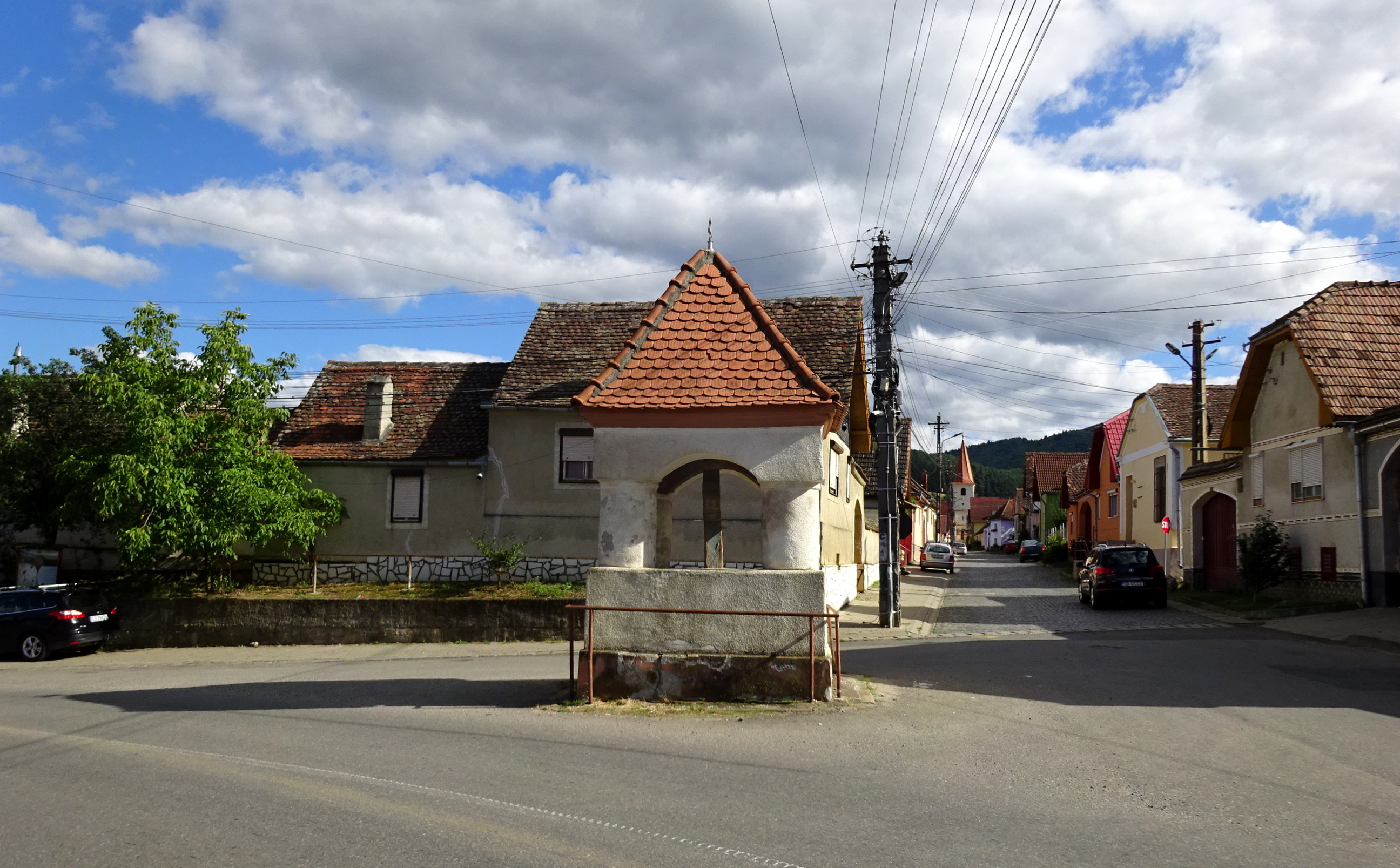
Troița
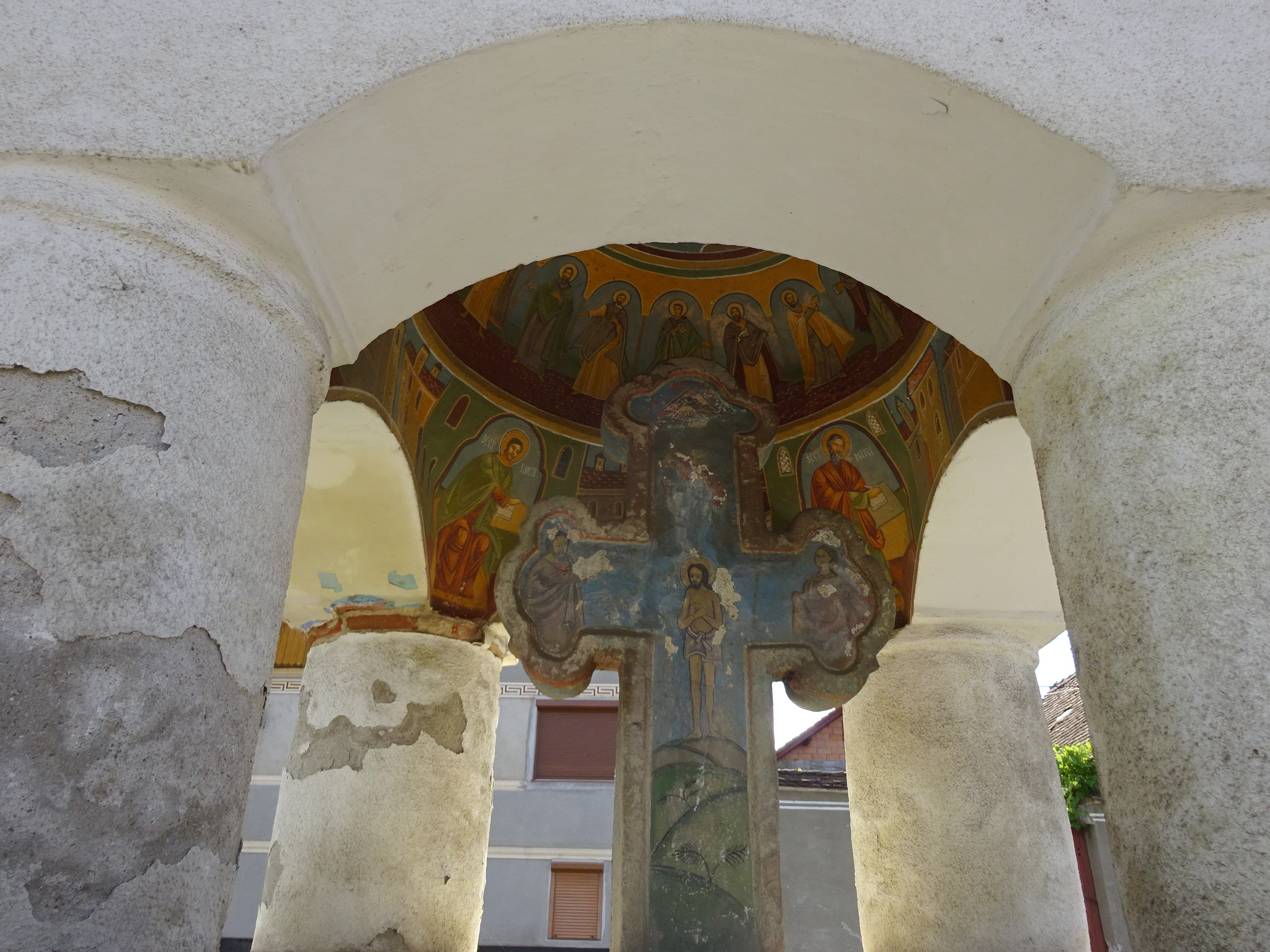
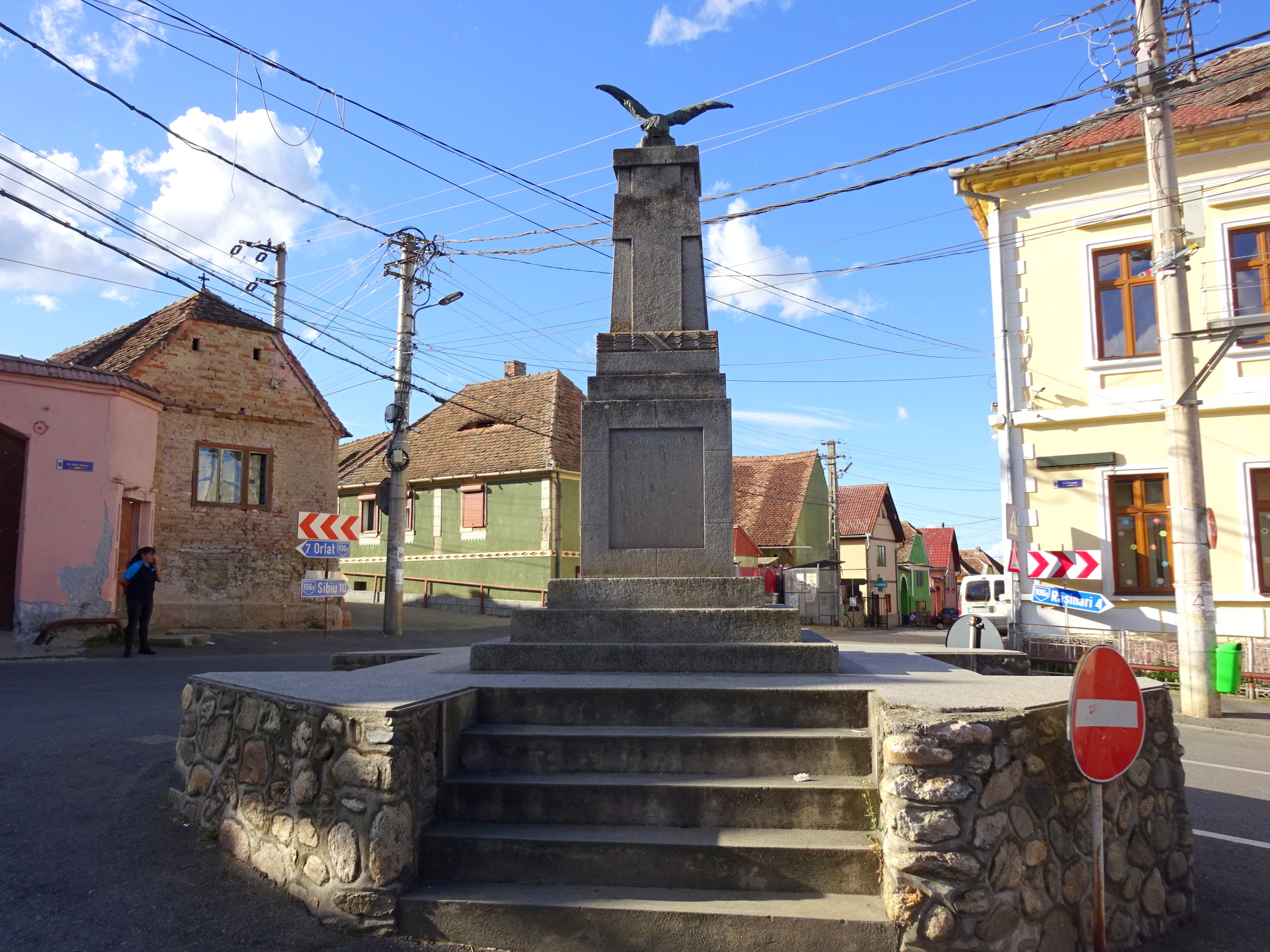
Monumentul Eroilor
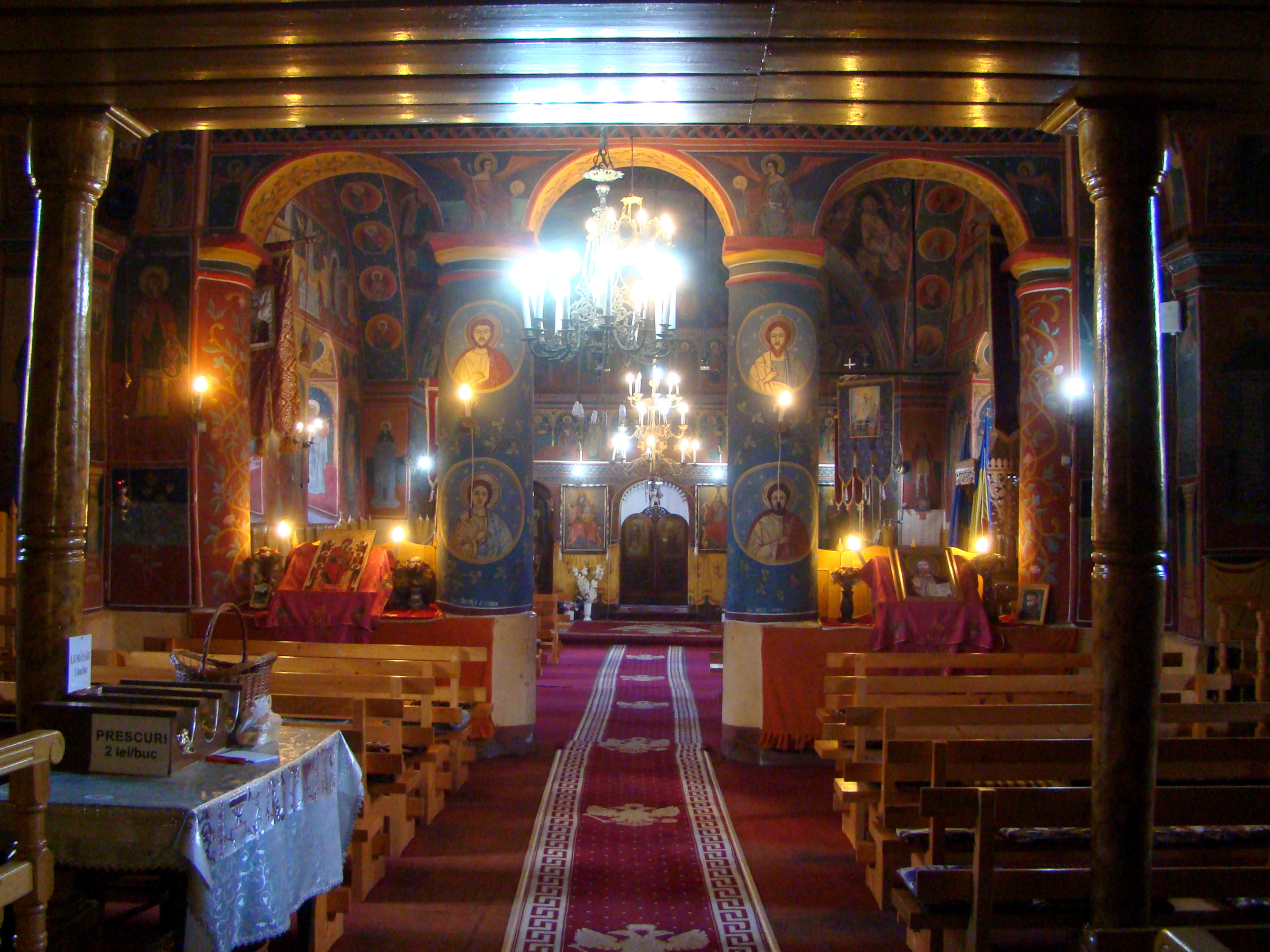
Biserica Nașterea Sfântului Ioan Botezătorul din Poplaca (monument istoric)
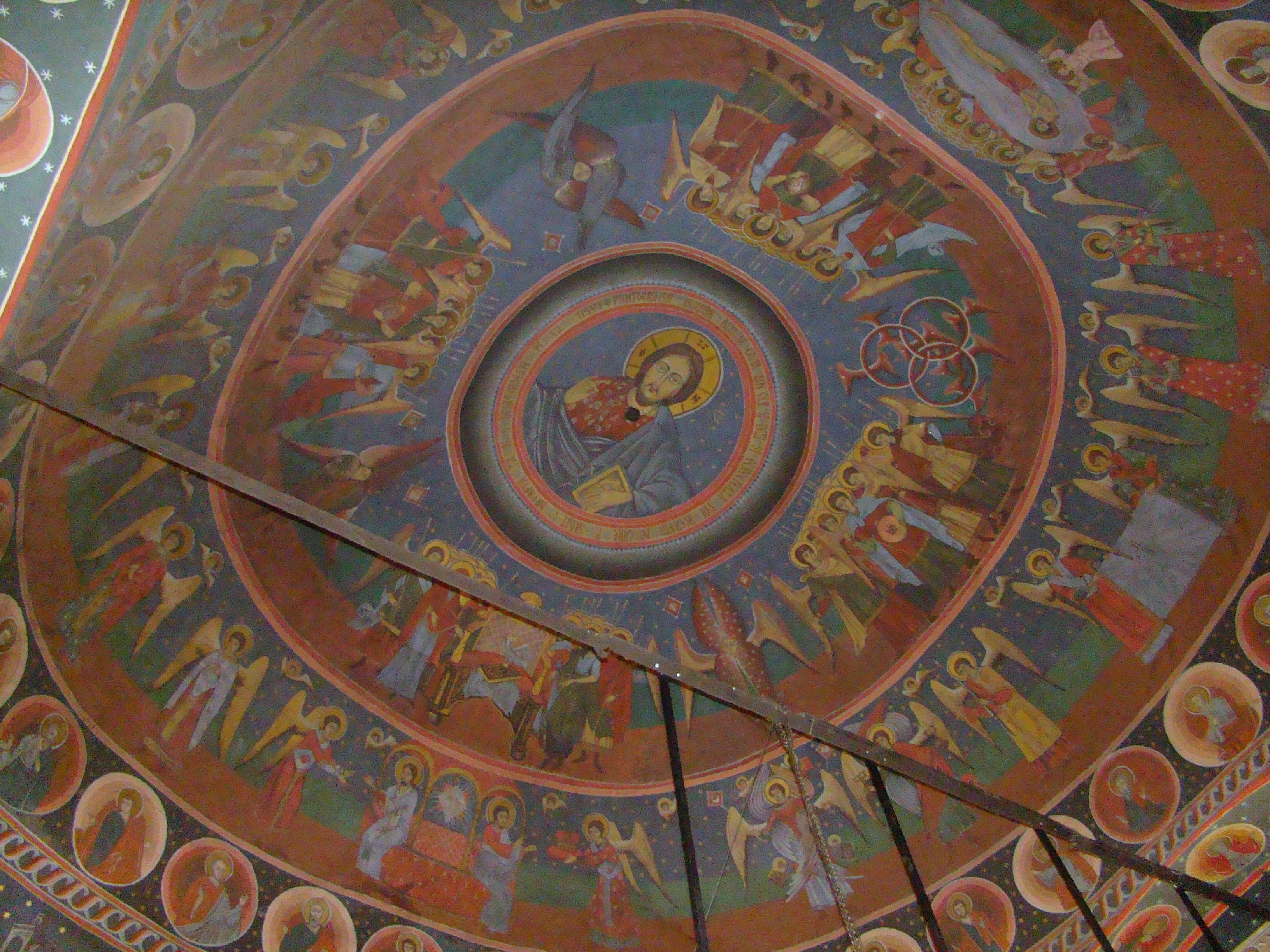
Biserica Nașterea Sfântului Ioan Botezătorul din Poplaca (Pantocrator)
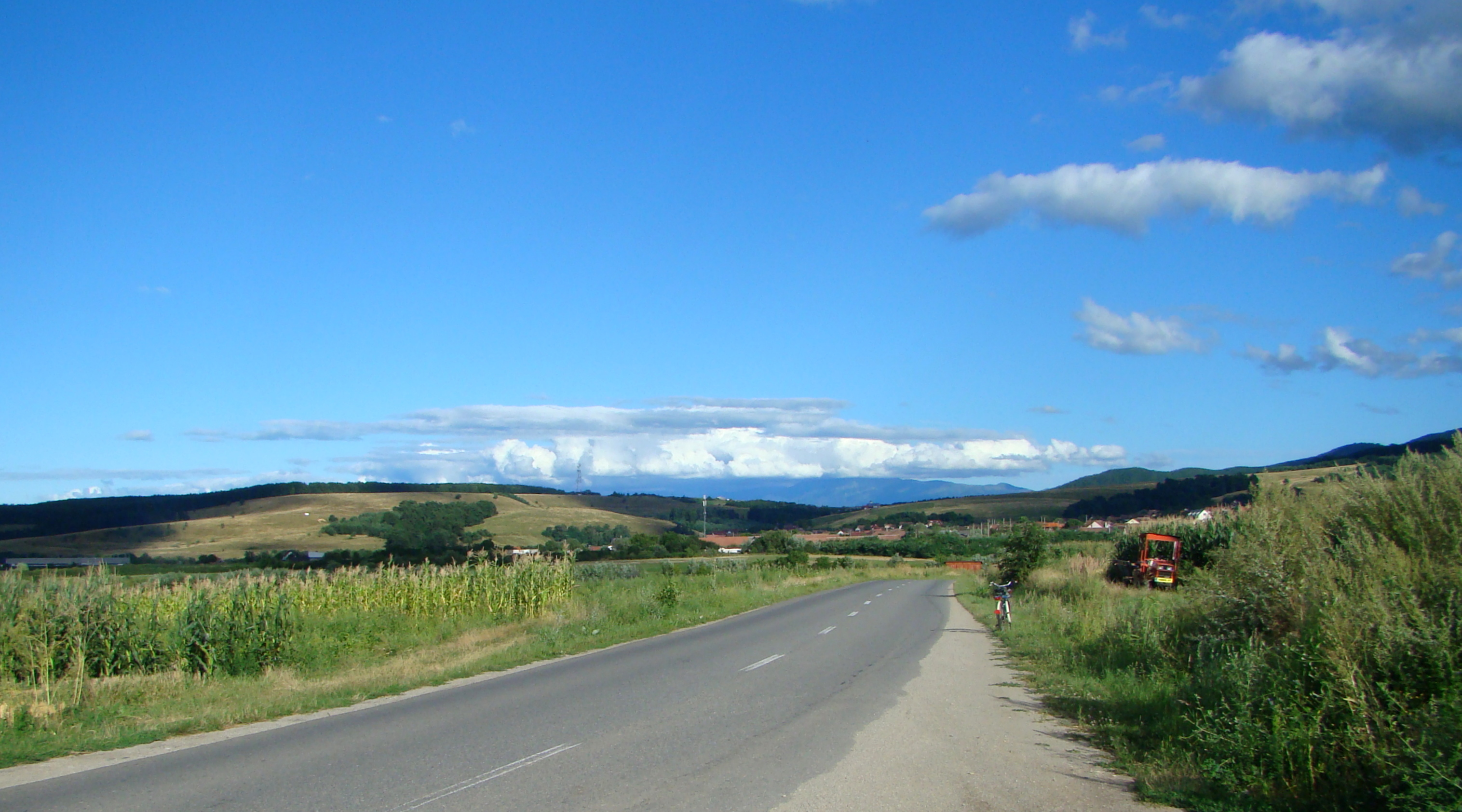
Drumul Poplaca-Orlat
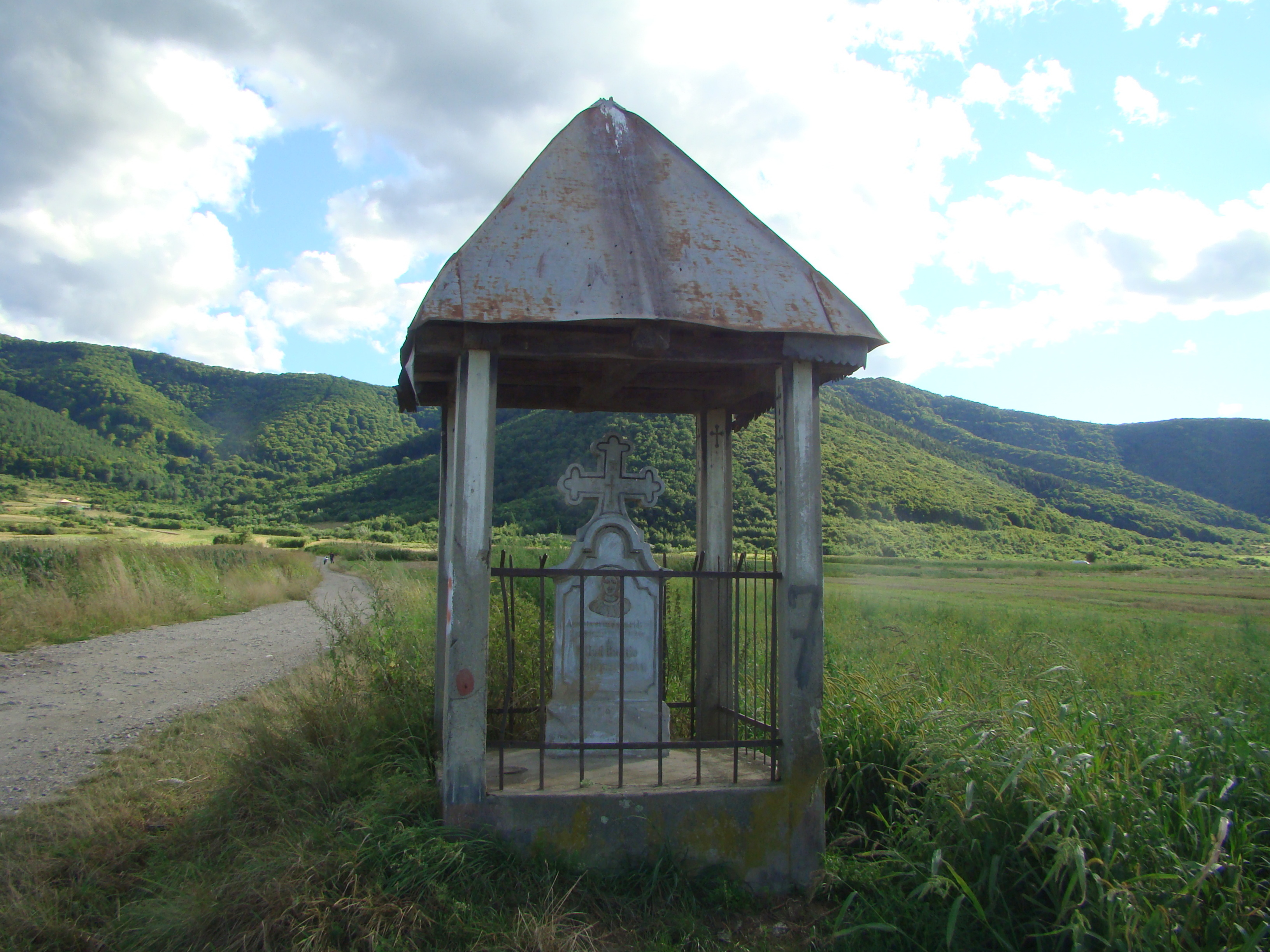
Prima troiță pe drumul spre Orlat
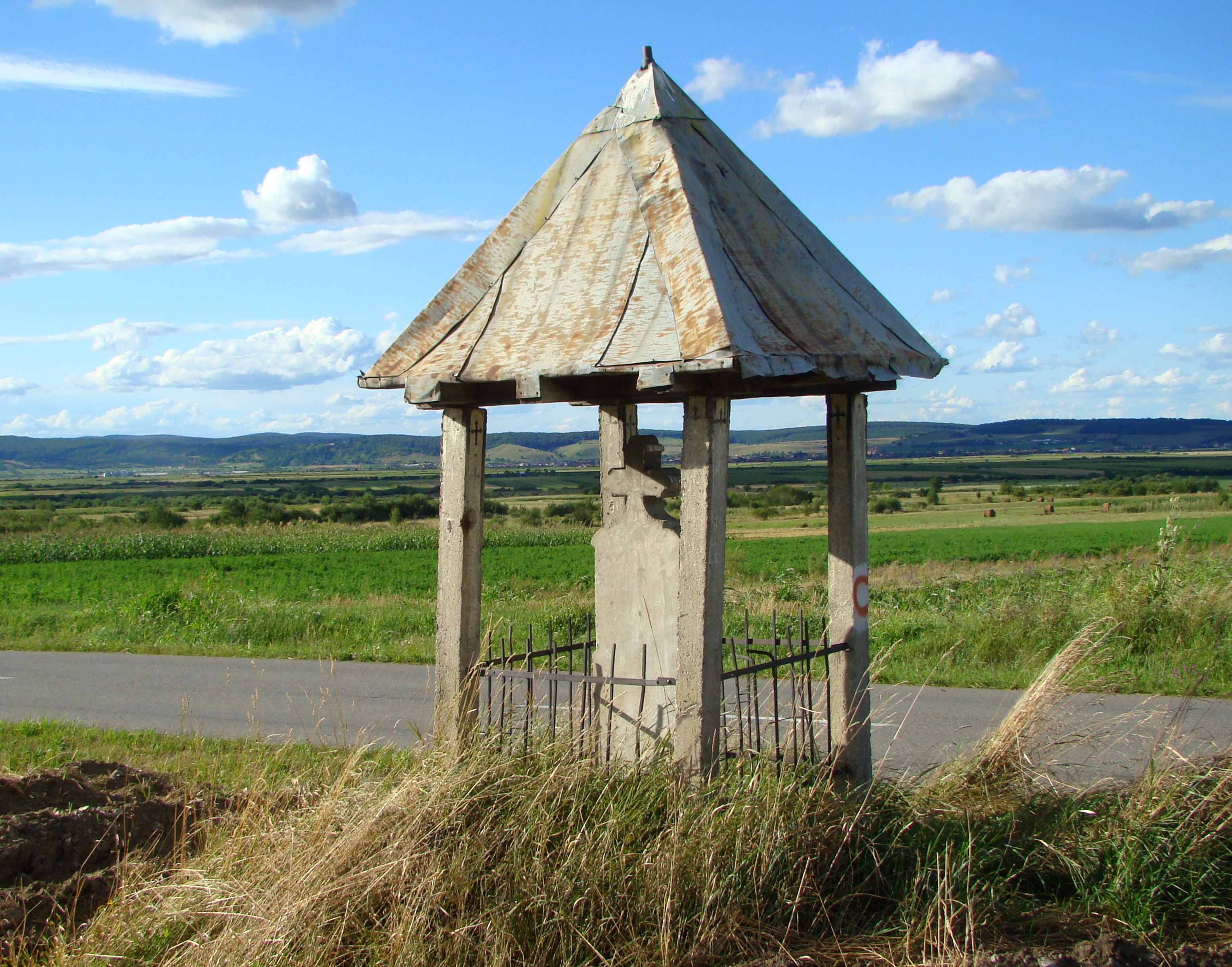
A doua troiță pe drumul spre Orlat
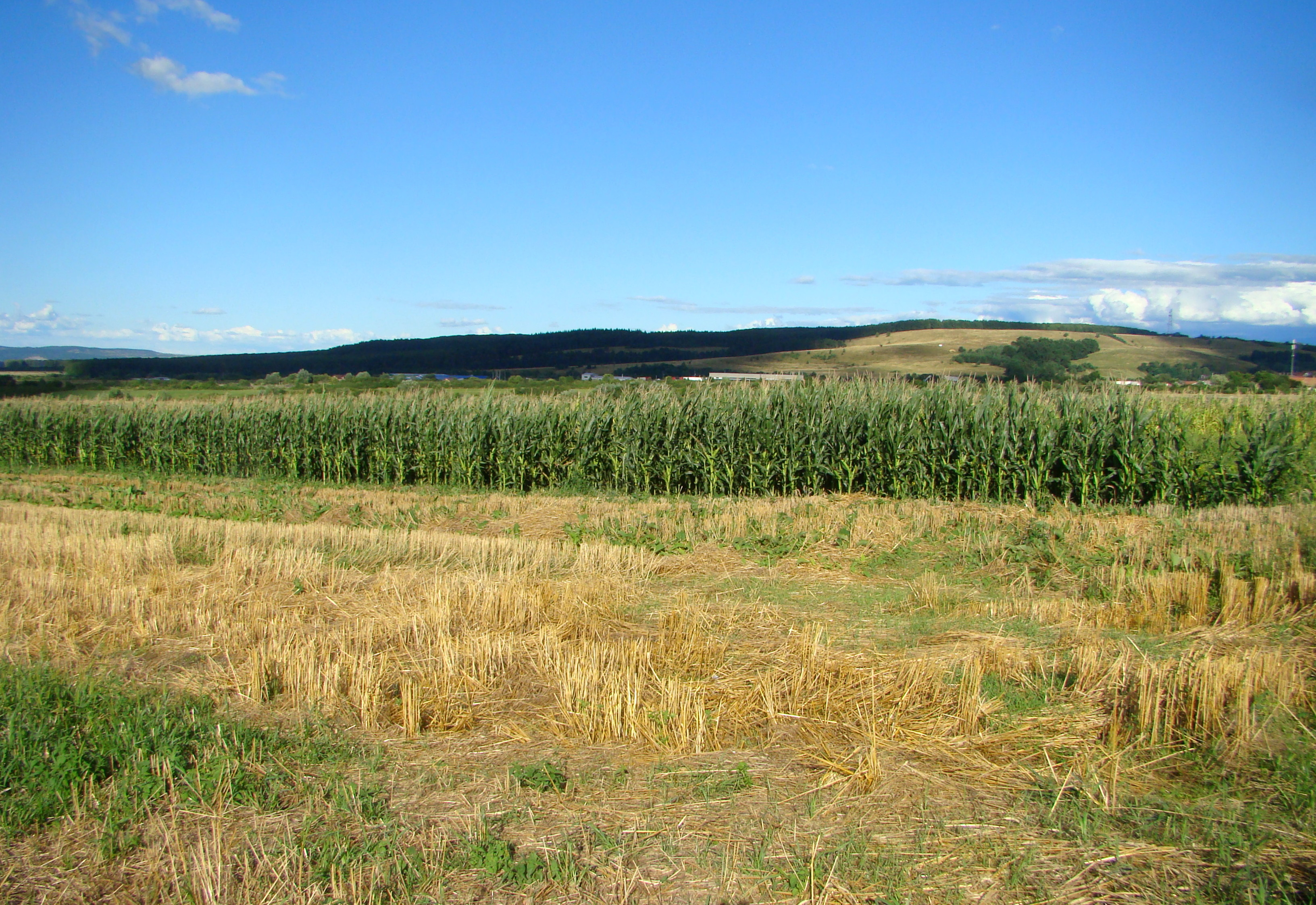